# Bertil Svensson
Bertil Lennart Svensson, född 15 maj 1933 i Klippan i Gråmanstorps församling, är en svensk TV-producent och programledare, yrkesverksam under tiden 1962 till 1996.   

## Biografi
Efter utbildning till folkskollärare fick han en tjänst i Älvsjö som högstadielärare, dessutom var han ordförande 1961–62 i SSCO, det vill säga Stockholms Studentkårers Centralorganisation. Därefter började han med skol-TV i Stockholm, men flyttade till Malmö 1965. Där producerade han bland annat ett sextiotal Pejling med Herbert Söderström som programledare. 1974 inträffade en flygkapning på Bulltofta i Malmö; han höll då i en direktsändning som sändes till 21 länder under ett halvt dygn. 
Svensson producerade även Nordvisionsserien Musikfrågan Kontrapunkt, först med Sten Broman som programledare, sedan med Sixten Nordström. Andra program var Det bästa av det mesta – önskekonserter från Malmö Stadsteater, 1:a maj med Lunds Studentsångförening under 25 år samt Fråga Lund där han också var programledare. Tillsammans med Lasse Holmquist gjorde han På Parkett under två säsonger som var en slags förövning inför det som skulle komma senare - Här är ditt liv.
Svensson gjorde också en intervjuserie med Sten Broman samt program där han intervjuade andra celebriteteter, exempelvis drottning Ingrid. Även utanför TV, men inför publik, intervjuade han flera framstående politiker, företagsledare, författare och artister.
Under somrarna 1990 och 1991 var han producent och projektledare för ett tiotal Nordvisionsprogram från Tivoli i Köpenhamn. 1993 var han, tillsammans med Pia Borgwardt från DR, programledare vid direktsändningen vid Tivolis 150-årsjubileum.
Han var även producent och programledare för Mitt hem och min trädgård på 1990-talet. I ett inslag i Sköna söndag 1986 skar han sig av misstag i tummen när han skulle skära av en blomsterananas. Svensson fortsatte dock - till synes oberörd - med sitt inslag, trots att blodvite uppstått. Händelsen inspirerade komikern Robert Gustafsson som senare gjorde många sketcher där han parodierade Bertil Svensson, som hela tiden gjorde misstag och skadade sig, ibland allvarligt, i sina inslag. 
Svensson spelade jultomten i julkalendern Mysteriet på Greveholm 1996.